# Dicranomyia pluvialis
Dicranomyia pluvialis là một loài ruồi trong họ Limoniidae. Chúng phân bố ở vùng Tân nhiệt đới.